# Дракула 2: Вознесение
«Дракула 2: Вознесение» — румыно-американский фильм о вампирах 2003 года режиссёра Патрика Люссье, сиквел фильма «Дракула-2000». Премьера фильма состоялась 7 июня 2003 года.

## Сюжет
В городской морг попадает обгоревший труп вампира — Дракулы. В ходе осмотра трупа студенты-медики постепенно догадываются об уникальности имеющегося у них тела. Вскоре прямо во время осмотра трупа в морге раздаётся телефонный звонок, и некто предлагает медикам внушительную сумму за тело. В это же время одна из студенток, Элизабет, ранит себя клыком вампира. Студенты соглашаются и вывозят тело из морга фактически прямиком из-под носа пришедшего за трупом священнослужителя — отца Уффици, посланного Ватиканом специально для уничтожения вампира.
Студенты-медики в это время, захватив с собой ещё двух друзей и учёного-преподавателя-инвалида Лоуэлла, направляются в двухэтажный особняк, где они, используя большое количество крови, оживляют Дракулу. Не ожидая внезапного нападения вампира, студенты теряют девушку Таню, которую Дракула убивает прямо в кровавой ванне, куда его посадили. Внезапно появляется некто Эрик и, используя светопушку и душ (Дракула слаб, если на нём нет крови), останавливает вампира. Дракула оказывается пленён и перевозится в заброшенное здание бассейна, а Таню хоронят неподалёку от особняка. В здании бассейна группа продолжает вести опыты и изучает кровь Дракулы.
В это время двое полицейских приезжают на осмотр особняка, где оживляли Дракулу. На них нападает Таня, ставшая вампиршей. Она убивает одного из полицейских, но второго спасает отец Уффици, вовремя прибывший и отправивший неупокоенную душу девушки на тот свет. Студенты узнают об удивительных свойствах вампирской крови. Кенни, парень погибшей Тани, разозлённый, что ими вечно командует Лоуэлл, берёт себе пробу крови и вводит её в свой организм. Кенни превращается в кровожадного вампира и чуть не убивает Лоуэлла, но оставляет его в живых и сбегает. Группа бежит за ним. В результате, единственным преследователем Кенни становится Эрик, а двое последних оставшихся в живых студентов - Люк и Элизабет (девушка Лоуэлла) - возвращаются в здание, где обнаруживают, что Лоуэлл, по наущению закованного Дракулы, который несмотря на плен обладает внушительными силами, получил травму. Кенни превращает одну из женщин в вампиршу и собирается убить Эрика, но появляется Уффици и убивает Кенни. Он заставляет Эрика сказать, где находится Дракула и отпускает его, после чего убивает женщину, которая стала вампиршей из-за Кенни.
Боясь потерять Лоуэлла, Элизабет берёт у Дракулы новую пробу крови и вводит её своему возлюбленному. Эрик бежит к Лоуэллу. Благодаря вампирской крови Лоуэлл снова начинает ходить. Внезапно они с Эриком отталкивают Элизабет и Люка и рассказывают, что в морг звонил именно Лоуэлл. Много лет назад ему в морг попало тело вампира. Он представлял, какие возможности он получит, сколько силы и богатств, но появился священник и потребовал отдать тело. Лоуэлл испугался и отдал. А потом понял, какую допустил ошибку, и начал объезжать все морги Америки в поисках нового вампира, а потом началось отмирание клеток, и он стал инвалидом. Благодаря старому другу Эрику и своим предыдущим пассиям Лоуэлл искал вампира, и наконец нашёл. Люк и Элизабет злятся.
Эрик берёт последнюю пробу дракуловской крови и показывает Элизабет и Люку неприличный жест (fuck). В этот момент Элизабет выбивает из рук Эрика пробирку с кровью, и та катится к платформе, к которой прикреплён Дракула. Лоуэлл собирается что-то предпринимать, но Люк обрызгивает его святой водой. Так как он теперь вампир, ему приходится сбежать. В здание приходит Уффици и убивает Лоуэлла. Бросив гарпуномёт, Эрик бежит за пробиркой с кровью. Внезапно Дракула ломает свои оковы и сдирает клыками кожу с лица Эрика. Появляется Уффици и спасает Элизабет с Люком. В ходе короткой драки Дракула отбирает плащ Уффици и понимает, что он тоже вампир. Но вмешательство Люка заставляет Дракулу бежать.
Уффици говорит Люку, что Элизабет уже сильно заражена, но она ещё может спастись, если Люк выведет её на свет солнца. На них нападает Эрик, который, несмотря на изуродованное лицо, воскрес и стал вампиром. Люк быстро убивает его с помощью бутылки со святой водой. Уффици хвалит его за сноровку и бежит вслед за Дракулой. Люк и Элизабет выходят на свет, но Элизабет отталкивает Люка и приказывает ему уходить, а сама, полностью став вампиршей, уходит. Уффици находит Дракулу в дальнем помещении здания, и они завязывают бой. Уффици отпускает ему все грехи и тяжело ранит. Но перед самой смертью Дракула останавливает священника и предлагает ему рассказать правду про Христа и все его верования. Уффици начинает видеть страшные видения, посылаемые Дракулой. Появляется Элизабет и сражает Уффици из гарпуномёта. Дракула и Элизабет воссоединяются. Уффици обещает, что ещё найдёт Дракулу. Тот отвечает, что рассчитывает на это, и уходит вместе с девушкой.

## В ролях
| Актёр             | Роль              |
| ----------------- | ----------------- |
| Джейсон Скотт Ли  | отец Уффици       |
| Крэйг Шеффер      | Лоуэлл            |
| Дайан Нил         | Элизабет Блейн    |
| Джейсон Лондон    | Люк               |
| Бранд Родерик     | Таня              |
| Стивен Биллингтон | Дракула           |
| Хари Пейтон       | Кенни             |
| Крис Хантер       | Корелло           |
| Том Кэйн          | Доктор            |
| Джон Лайт         | Эрик              |
| Дженнифер Кролл   | Зловещие близнецы |
| Рой Шайдер        | Кардинал Сигурьос |